# ZONE//ALONE
ZONE//ALONE es el sencillo en CD #15 de Minori Chihara lanzado el 11 de julio de 2012; Kikuta Daisuke realizó la música, los arreglos y fue escrito por Aki Hata. La pista del título fue utilizada como el tema de apertura de la serie anime Kyōkai Senjō no Horizon II. El sencillo alcanzó la posición #6 en el top semanal de Oricon, manteniéndose durante 13 semanas y vendiendo 22.406 copias.

## Lista de pistas
| Nº | Título                              | Duración | Letra          | Compositor     | Arreglos          | Nota/s                                                     |
| -- | ----------------------------------- | -------- | -------------- | -------------- | ----------------- | ---------------------------------------------------------- |
| 1  | ZONE//ALONE                         | 4:44     | Aki Hata       | Kikuta Daisuke | Kikuta Daisuke    | tema de apertura para el anime Kyōkai Senjō no Horizon II. |
| 2  | Shakunetsu PARADISE (灼熱PARADISE?) | 6:07     | Minori Chihara | Shunryu        | Nabeshima Keiichi |                                                            |
| 3  | Forever Memories                    | 5:19     | Minori Chihara | Tatsh          | Shiho Terada      |                                                            |

## Medios

### CD
| Nº | Título      | Lanzamiento             | Álbum        | Nota/s                                   |
| -- | ----------- | ----------------------- | ------------ | ---------------------------------------- |
| 1  | ZONE//ALONE | 11 de diciembre de 2013 | Neo Fantasia | sexto álbum de estudio de la cantautora. |